# Дюран, Роксана
Роксана Дюран (фр. Roxane Duran; род. 27 января 1993, Париж, Франция) — французская и австрийская актриса театра, кино и телевидения.

## Биография
Роксана Дюран родилась в Париже. Она с шести лет посещала театральные классы. Её мать австрийка, отец — испанец. Девочку назвали Роксаной в часть персонажа из фильма «Сирано де Бержерак». 
Дюран училась в театральной школе Théâtre Irène de Crozefon и на Курсах Флоран, после чего дебютировала в возрасте 14 лет в картине Михаэля Ханеке «Белая лента», удостоенной Золотой пальмовой ветви. 
В дальнейшем появилась в таких фильмах, как «Монах», «17 девушек», «Михаэль Кольхаас», «Мария — королева Шотландии», «Я дышу», «Семейство Белье» и «Паула». Исполнила одну из ведущих ролей в телесериале «Ривьера». Также работает в театре. В 2012—2013 годах она играла главную роль в пьесе «Дневник Анны Франк».
Актриса известна своей запоминающейся внешностью: у неё «стройная фигура, тонкие черты лица, перламутровый цвет лица и тёплые темно-рыжие волосы». В 2015 году она была номинирована на премию «Мольер» за работу в пьесе Les Cartes du Pouvoir.

## Фильмография
| Год  | Название                       | Роль                 | Режиссёр                          | Прим.                                 |  |
| ---- | ------------------------------ | -------------------- | --------------------------------- | ------------------------------------- |  |
| 2009 | Белая лента                    | Анна                 | Михаэль Ханеке                    | Конкурс – Каннский кинофестиваль 2009 |  |
| 2011 | Монах                          | Агнес                | Доминик Молль                     |                                       |  |
| 2011 | 17 девушек                     | Флоренс              | Дельфина Кулен и Мюриэль Кулен    |                                       |  |
| 2012 | Августин                       | Розали               | Алиса Винокур                     |                                       |  |
| 2013 | Михаэль Кольхаас               | Маргарита Наваррская | Арно де Пальер                    | Конкурс – Каннский кинофестиваль 2013 |  |
| 2013 | Мария — королева Шотландии     | Мария Сетон          | Томас Имбах                       |                                       |  |
| 2013 | Праздник летнего солнцестояния | Аня                  | Бернхард Ланден и Юдит Ангербауэр |                                       |  |
| 2014 | Я дышу                         | Виктуар              | Мелани Лоран                      |                                       |  |
| 2014 | Голос семьи Белье              | Матильда             | Эрик Лартигау                     |                                       |  |
| 2015 | Эволюция                       | Стелла               | Люсиль Хадзихалилович             |                                       |  |
| 2015 | Паула                          | Клара Вестхофф       | Кристиан Швохов                   |                                       |  |
| 2020 | Любовники                      | Натали               | Николь Гарсиа                     |                                       |  |
| 2022 | Миссис Харрис едет в Париж     | Маргерит             | Энтони Фабиан                     |                                       |  |
| 2024 | Потоп                          | TBA                  | Джанлука Йодиче                   |                                       |  |